# John Gardner (escritor británico)
John Edmund Gardner (Northumberland, 20 de noviembre de 1926 - Basingstoke, 3 de agosto de 2007) fue un escritor inglés de novelas de suspenso y espionaje, más conocido por su serie de libros protagonizada por Boysie Oakes, sus novelas continuación de James Bond y también tres novelas que contienen al Profesor Moriarty, villano de ficción creado por Sir Arthur Conan Doyle. Gardner, fue comando de la Marina Real británica, durante un tiempo fue sacerdote anglicano, pero perdió su fe y dejó la iglesia después de un corto tiempo. Después de una batalla con la adicción al alcohol, escribió su primer libro, el autobiográfico Spin the Bottle, publicado en 1964. Gardner llegó a escribir más de cincuenta obras de ficción, incluyendo catorce novelas originales de James Bond, y las versiones novelizadas de dos películas de Bond. Murió por insuficiencia cardíaca el 3 de agosto de 2007.

## Novelas de James Bond
- Licencia renovada para matar (1981)
- Por servicios especiales (1982)
- Operación Rompehielos (1983)
- Misión de honor (1984)
- Nadie vive eternamente (1986)
- Sin ofertas, Mr. Bond (1987)
- Scorpius (1988)
- Gana, pierde o muere (1989)
- Licencia para matar (1989) –  novelización de un guion cinematográfico
- Código Garra Rota (1990)
- Operación Barbarroja o El hombre de Barbarossa (1991)
- La muerte eterna (1992)
- Nunca envíes Flores (1993)
- Mar de Fuego (1994)
- Operación Ojo Dorado (1995) – novelización de un guion cinematográfico
- Frio Otoño (1996)